# Друге коло пекла

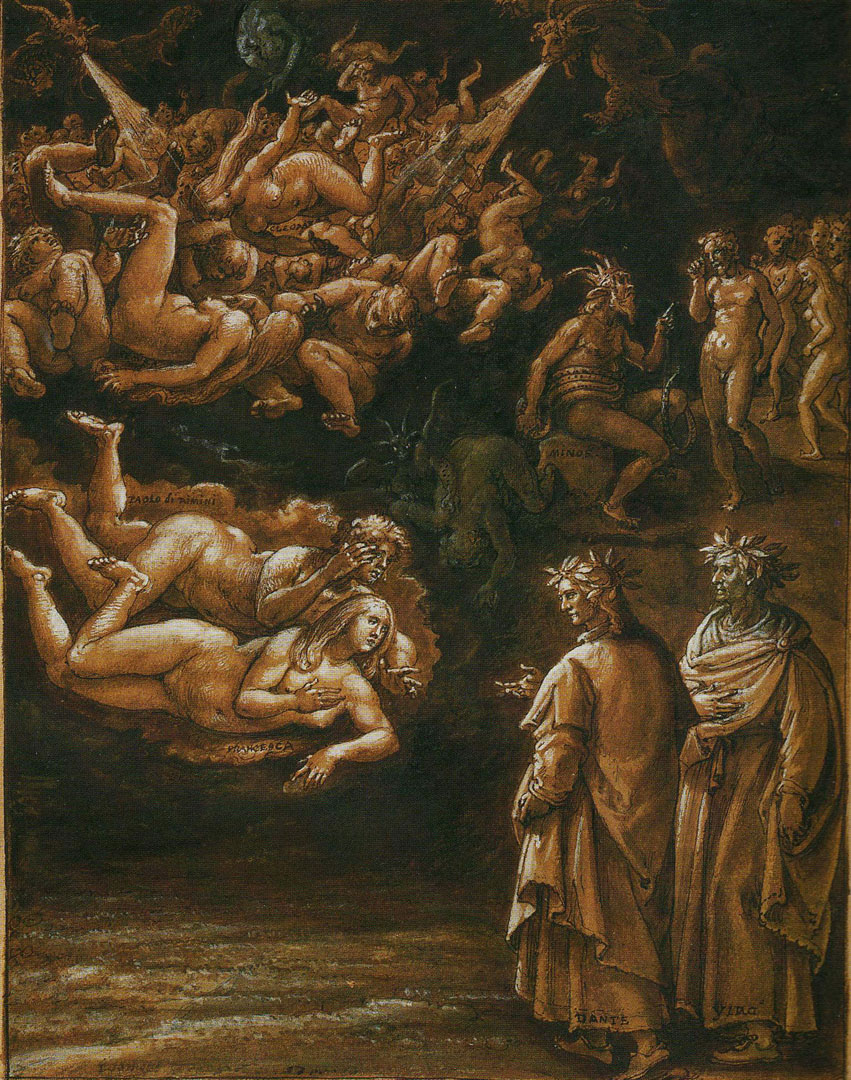
Буря хтивості, з Міносом удалині, як зображено на картині Страданом

Друге коло пекла описане в поемі Данте Аліг'єрі 14 століття «Пекло», першій частині «Божественної комедії». «Пекло» описує історію про подорож Данте через бачення християнського пекла, розділеного на дев'ять кіл відповідно до класифікації гріхів; друге коло уособлює гріх хтивості, де хтивих карають тим, що вони перебувають у нескінченному штормі.
У колі хтивості Данте зображує царя Міноса, суддю пекла; цей образ походить від ролі Міноса в грецькому підземному світі у творах Вергілія та Гомера. До другого кола Данте також включає низку історичних та міфологічних постатей, хоча головними серед них є Франческа да Ріміні та Паоло Малатеста, вбиті закохані, історія яких була широко відома за часів Данте. З того часу Малатеста і да Ріміні стали осередком академічної дискусії та джерелом натхнення для інших творів мистецтва.
Кара грішників у другому колі пекла є яскравим прикладом дантівського контрапасо. Натхненний біблійним Старим Заповітом і творами давньоримських письменників, контрапасо є провідною темою «Божественної комедії», де доля душі в потойбічному світі відображає гріхи, скоєні за життя; тут нестримна, нерозсудлива природа похоті призводить до того, що душі метаються на неспокійному, нерозважливому вітрі.

## Анотація

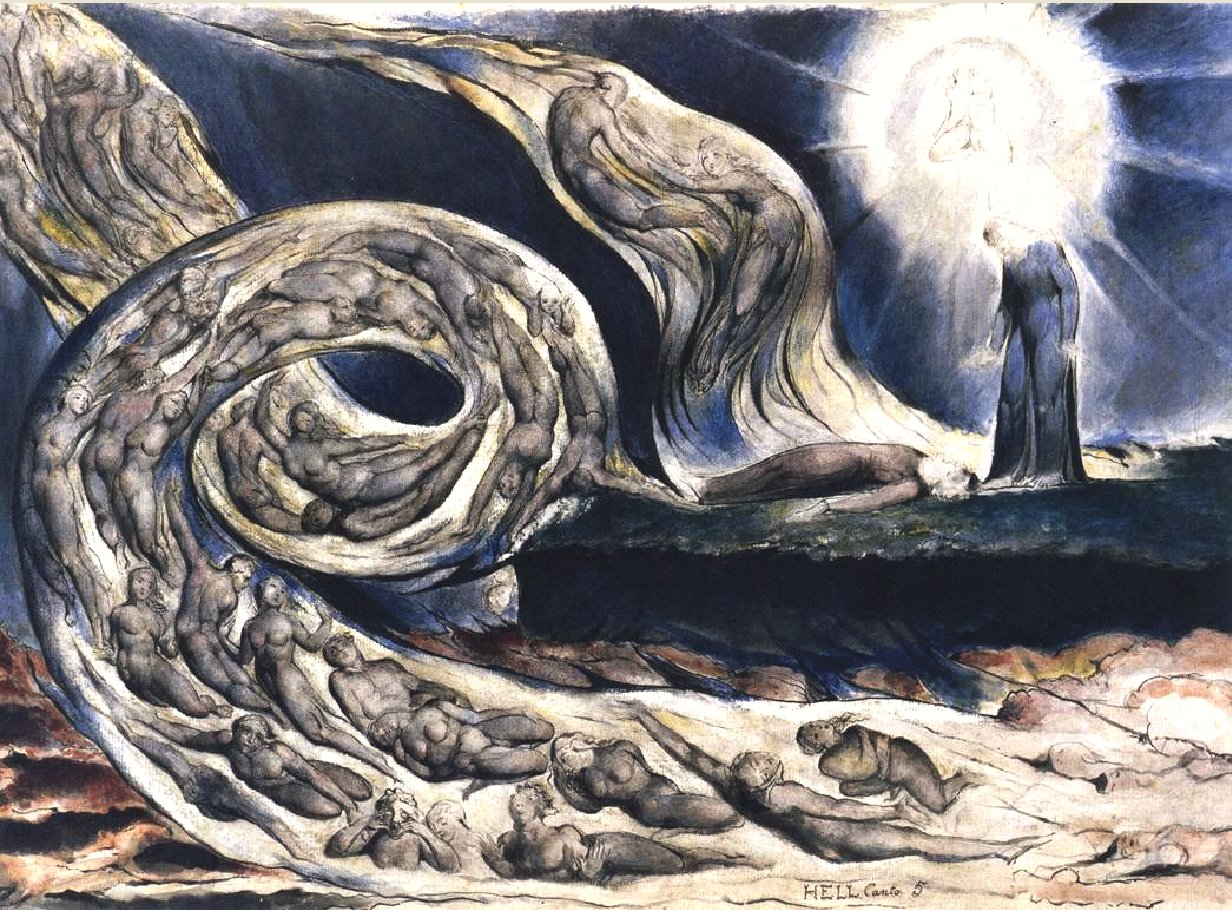
Зображення 19-го століття другого кола пекла Вільяма Блейка

«Пекло» — перший розділ тричастинної поеми Данте Аліг'єрі «Комедія», яка часто відома як «Божественна комедія». Написана на початку 14 століття, вона складається з трьох розділів, у яких Данте розповідає про християнські погляди на пекло (Inferno), чистилище (Purgatorio) та рай (Paradiso). У «Пеклі» змальовано уявлення про пекло, поділене на дев'ять зосереджених кіл, у кожному з яких мешкають душі, винні у певному виді гріха
Під проводом свого провідника, римського поета Вергілія, Данте потрапляє до другого кола пекла в «Канті V» «Пекла». Перед тим, як потрапити до самого кола, вони зустрічаються з Міносом, міфологічним царем мінойської цивілізації. Мінос виносить вирок кожній душі, що потрапляє в пекло, і вирішує, до якого кола їй судилося потрапити, обертаючи свій хвіст навколо тіла певну кількість разів, що відповідає колу, в якому вона має відбути покарання. Після Міноса Данте бачить душі хтивих створінь, яких підхоплює бурхливий вітер — він припускає, що як за життя ними керував не розум, а інстинкт, так і після смерті вони так само розсіюються нерозсудливою силою
У бурі душ Вергілій звертає увагу Данте на відомих особистостей, зокрема на лідійську правительку Семіраміду, карфагенську царицю Дідону та єгипетську фараонку Клеопатру, а також на легендарні особистості Ахіллеса, Паріса, Єлену Троянську та Трістана. Увагу Данте привертають дві душі, які несуться разом; звернувшись до них безпосередньо, він дізнається від однієї з них, що це Франческа да Ріміні та її коханий Паоло Малатеста. Коли да Ріміні описує зраду, яка їх засуджує, Данте переповнює жалість і він непритомніє; прокинувшись, він потрапляє до третього кола пекла.

## Передумови
Шукач Мінос тряс урну, і завжди скликає

—Aeneid, Book VI, lines 430–432
Використання Данте царя Міноса суддею підземного світу ґрунтується на появі персонажа в VI книзі «Енеїди» Вергілія, де він зображений як «урочистий і побожний суддя» у житті. У творах Вергілія та Гомера зображено, як Мінос стає суддею грецького підземного світу після своєї смерті, що вплинуло на його ролі в «Божественній комедії». Роль Міноса в «Пеклі» об'єднує елементи Міноса Вергілія з його зображенням Радаманта, брата Міноса, в іншому місці «Енеїди». Радамант також є суддею мертвих, однак, на відміну від Міноса, який керує єдиним судом, Вергілій зображує Радаманта, який лупцює мертвих, змушуючи їх до зізнання. Для опису Міноса та його рішень Данте влучно застосував сучасну йому юридичну та судову термінологію, а цитати з поеми були виявлені як маргіналії в болонських юридичних реєстрах початку 14 століття.. 
Закохані, що зустрілися у другому колі пекла, Франческа да Ріміні та Паоло Малатеста, — історичні постаті, які приблизно збігаються за часом з Данте. Представниця родини да Полента, правителів Равенни, да Ріміні була одружена з братом Паоло, Джованні Малатеста, з панівної родини Ріміні, за політичними домовленостями. Інтрижку між да Ріміні та Паоло виявив Джованні та вбив обох, що набуло широкого розголосу в тогочасній Італії. У 1317—1320 роках Данте як митця підтримував племінник да Ріміні Гвідо II да Полента. У Пісні V, Данте описує цю історію не надто детально, вважаючи, що його читачі вже знайомі з цими подіями.

## Аналіз

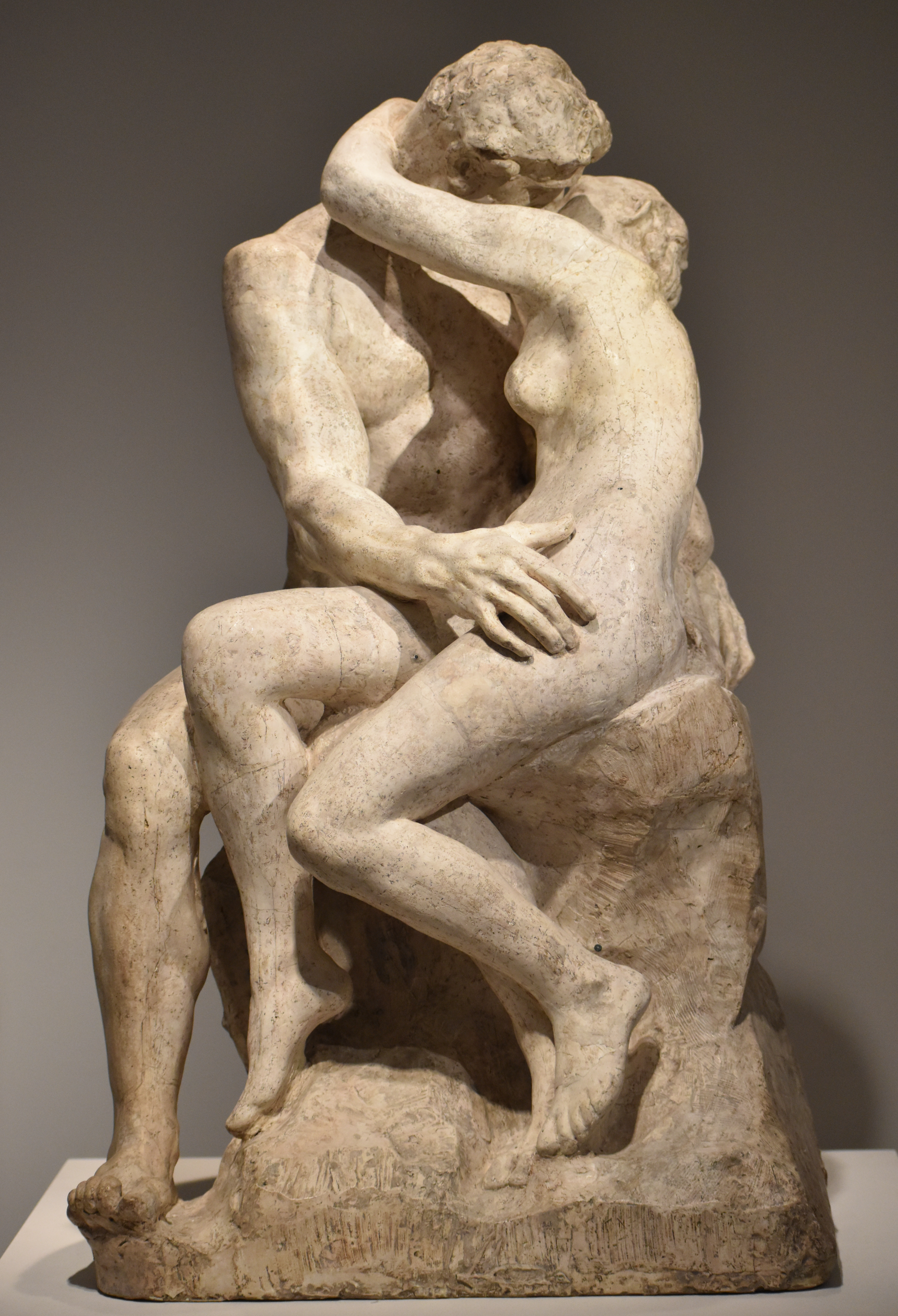
«Поцілунок» Родена зображує Франчезу да Ріміні та Паоло Малатесту, проклятих до другого кола пекла.

Данте змальовує пекло впорядкованим, що відрізняється від сучасних уявлень, які, за твердженням дослідника Робіна Кіркпатріка, «зображуються як хаос, насильство і потворність». Кіркпатрік протиставляє поезію Данте фрескам Джотто в каплиці Скровеньї в Падуї. Упорядковане пекло Данте — це представлення структурованого всесвіту, що був створений Богом, який вимагає від своїх грішників «розуму і розуміння», щоб зрозуміти свою місію. На дев'ятикратний розподіл пекла позначився вплив птолемеївської моделі світобудови, яка подібним чином поділяла всесвіт на дев'ять зосереджених сфер.
У другому колі пекла застосовується поняття «контрапассо», що є темою всієї «Божественної комедії». Походячи від латинського contra («навпаки») і pati («страждати»), contrapasso — це ідея страждань у потойбічному світі, які є відображенням гріхів, скоєних за життя. Це уявлення бере початок як з біблійних джерел, наприклад, книг Второзаконня і Левіт, так і з класичних письменників Вергілія і Сенеки Молодшого; Геркулес Фюренс Сенеки висловлює думку, що «quod quisque fecit patitur», або «що кожен зробив, те він і страждає». У другому колі пекла це проявляється як нескінченний шторм, який підхоплює душі на своєму шляху; як хтиві за життя діяли «без причини», так і їхні душі метаються без причини. Професор літератури Воллес Фаулі додатково схарактеризувати це покарання як неспокій, стверджуючи, що, подібно до душ у штормі, «сексуальне бажання […] ніколи не може бути задоволене, ніколи не знаходить спокою».

Письменник Пол В. Кролл порівняв певні твори Данте в Канто V з творчістю поета VI століття Боеція, помітивши подібність між висловлюванням да Ріміні про те, що «немає більшого горя, ніж згадувати в нещасті щасливі часи», та словами Боеція в "Філософській розраді": «бо в усіх негараздах долі найнещасливішим видом нещастя є те, що колись був щасливим». Образ да Ріміні та Малатести у другому колі послужив джерелом натхнення для більш пізніх творів мистецтва, що прославляють трагічну історію про приречених закоханих; французький скульптор 19 століття Огюст Роден зобразив цю пару у своїй роботі «Поцілунок», а російський композитор Петро Ілліч Чайковський написав поему «Франческа да Ріміні» у 1877 році, присвячену цьому випадку. Прокляття да Ріміні та Малатести також привертає увагу науковців, які часто наголошують на тому, за яких обставин розпочався їхній роман — да Ріміні описує, що пара надихнулася артурівською казкою про Галеота, який поєднав Ланселота та Гвіневеру як привід для їхнього роману. Письменники Майкл Брайсон та Арпі Мовсесян у своїй книзі «Любов та її критики: Від Пісні пісень до Шекспіра та „Едему“ Мільтона» приводять цілу низку тлумачень на цю тему. І Барбара Рейнольдс, і Едоардо Санґінетті вважають хибне виправдання подружньої зради поезією їхнім справжнім моральним падінням, а Мері-Кей Ґамель наголошує на трагічному фіналі артурівської історії як на передчутті їхньої загибелі: «Якби [да Ріміні] читала глибше, то зрозуміла б, наскільки серйозними […] були наслідки незаконного кохання Ланцелота і Ґвіневери».